# Neubok Yee Pk
Neubok Yee Pk is een bestuurslaag in het regentschap Nagan Raya van de provincie Atjeh, Indonesië. Neubok Yee Pk telt 309 inwoners (volkstelling 2010).